# Andrena penutiani
Andrena penutiani är en biart som beskrevs av Ribble 1968. Andrena penutiani ingår i släktet sandbin, och familjen grävbin. Inga underarter finns listade i Catalogue of Life.